# Leonard Schrader
Leonard Schrader (30 de novembro de 1943, Grand Rapids, Michigan, EUA - 2 de novembro de 2006, Los Angeles, Califórnia, EUA) foi um roteirista, diretor e produtor de cinema, irmão do também roteirista Paul Schrader, que escreveu o premiado Táxi Driver - Motorista de Táxi. Foi casado com a também roteirista japonesa Chieko Schrader de 1977 até 2006, quando ele morreu por insuficiência cardíaca.
Durante sua juventude foi proibido de ver filmes, pois sua família fazia parte da seita calvinista. Só chegou a assitir a seu primeiro filme na década de 1960, enquanto estava no colégio.
Viveu no Japão na década de 1960 e 1970, ensinando literatura americana para estudantes japoneses.
Seu primeiro filme, The Yakuza (1974), foi co-escrito com seu irmão Paul.
Foi indicado ao Oscar de Melhor Roteiro Adaptado por seu trabalho em O Beijo da Mulher Aranha (1985).